# 立本成文
立本 成文（たちもと なりふみ、旧姓前田、1940年 - ）は、日本の社会学者・文化人類学者。総合地球環境学研究所名誉教授・顧問、京都大学名誉教授。人間文化研究機構元機構長。

## 来歴・人物
韓国釜山市出身。大阪府立大手前高等学校、1959年京都大学文学部哲学科を経て、1967年京都大学大学院文学研究科社会学専攻修士課程修了。1974年シカゴ大学よりPh.D.（人類学）の学位を取得。京都大学東南アジア研究センター（現：京都大学東南アジア地域研究研究所）助教授、教授を経て、1998年から2002年まで同所長を務めた。2002年より中部大学国際関係学部教授・学部長、2004年より同大学院国際人間学研究科教授･科長を歴任。2007年4月より、初代所長日高敏隆の後任として総合地球環境学研究所所長を務める。2013年3月末をもって、同所長を退任。2014年4月人間文化研究機構機構長に就任。2018年3月同機構長退任。

## 受賞歴
- 1990年 - アジア・太平洋賞特別賞受賞
- 2003年 - 紫綬褒章受章[2]
- 2019年 - 瑞宝中綬章受章[3][4]

## 主な著書

### 単著
- 東南アジアの組織原理（勁草書房）
- 地域研究の問題と方法 ― 社会文化生態力学の試み（京都大学学術出版会）
- 家族圏と地域研究（京都大学学術出版会）
- 共生のシステムを求めて－ヌサンタラ世界からの提言（弘文堂）

### 編著
- 東南アジアの文化 講座東南アジア学5（弘文堂）
- 人間科学としての地球環境学──人とつながる自然・自然とつながる人（京都通信社）